# Келли, Пол (преступник)
Пол Келли (англ. Paul Kelly; 23 декабря 1876, Манхэттен, Нью-Йорк, США — 3 апреля 1936, Нью-Йорк, США), урождённый Паоло Антонио Ваккарелли (итал. Paolo Antonio Vaccarelli) — итало-американский гангстер и бывший боксёр-профессионал, основавший в Нью-Йорке известную банду «Пяти углов». Свою бизнес-криминальную карьеру начал открыв несколько борделей на призовые деньги, заработанные боксом. Основанная им банда «Пяти углов» была одной из первых доминирующих уличных банд в истории Нью-Йорка. Келли набирал молодых бедняков из этнически разнообразных иммигрантских кварталов Нижнего Манхэттена: итальянцев, ирландцев, евреев и прочих. В банду «Пяти углов» входили люди впоследствии ставшие известными преступниками, в том числе Джонни Торрио, Аль Капоне, Лаки Лучано, Меер Лански и Фрэнки Йель.
На пике своей преступной карьеры в 1912 году Келли был назван The New York Times «возможно, самым успешным и самым влиятельным гангстером в истории Нью-Йорка». Говорят, что Келли и его банда помогали политикам-демократам из Таммани-холла побеждать на выборах.
После открытой уличной войны с бандой Истмана в начале XX века, которая также была связана с Таммани-холлом, политики потребовали от Келли и Истмана решить свой территориальный спор боксёрским поединком, который закончился ничьей. В конце концов, политики Таммани-холла сделали свой выбор в пользу Келли и отказали в защите Истману, который был осуждён и заключён в тюрьму по обвинению в краже в 1904 году. Келли потерял поддержку позже, когда политики решили очистить Бауэри. Постепенно он втянулся в профсоюзный рэкет, став вице-президентом союза грузчиков.
Известный своей высокой культурой и мягкими манерами, Келли считается первым гангстером в США, кто организовал преступность по бизнес-модели. Он культивировал изощрённый и утонченный имидж, в отличие от грубого поведения своих сверстников. Джей Роберт Нэш называет его «настоящим отцом организованной преступности в Америке» и «первым современным боссом преступного мира».

## Ранние годы
Паоло Антонио Ваккарелли родился в Нью-Йорке в семье итальянских иммигрантов из Потенцы (Базиликата) и вырос в Бауэри (Манхэттен).
Сменив нескольких работ Ваккарелли начал карьеру боксёра в легчайшем весе. В 1890-х годах он сменил имя и фамилию на Пол Келли из-за своей связи с политиками-ирландцами. Его карьера была короткой и довольно успешной. В 1897 году газета Bridgeport Herald описала его как одного из «самых быстрых и чистых маленьких боксёров в бизнесе». Он использовал свои доходы от бокса, чтобы открывать публичные дома и клубы.

## Банда «Пяти углов»
В 1901 году Келли предложил свои услуги политику Таммани-холла «Большому» Тиму Салливану, пообещав помочь избрать Тома Фоули, соперником которого был Пэдди Диввер, владелец салуна. В день предварительных выборов 17 сентября банда Келли, насчитывающая более 1500 человек, напала на сторонников Диввера, заблокировала кабины для голосования и совершила многочисленные акты мошенничества на выборах. Некоторые бандиты проголосовали несколько раз в течение дня; один член банды заявил, что «получил 53 голоса». Позже Келли получил контроль над Четвёртым и Шестым округами, включая проституцию, положив начало криминальной монополии в Пяти углах.
В 1903 году Келли был арестован за нападение и грабёж и отсидел девять месяцев в тюрьме. После освобождения он создал Ассоциацию Пола Келли (Paul Kelly Association), спортивный клуб, который Пол использовал для вербовки молодых людей для своей преступной организации. Штаб-квартира располагалась на Стэнтон-стрит, 24.
Вскоре Келли открыл спортивный клуб New Brighton Athletic Club, двухэтажное кафе и танцевальный зал на Грейт-Джонс-стрит (между Лафайетт-стрит и Бауэри). Келли очаровывал светских львов и других видных граждан, которые часто посещали его клуб. Всегда хорошо одетый, Пол бегло говорила по-французски, по-итальянски и по-испански и ценил изобразительное искусство и классическую музыку. Его образованная и утончённая личность произвела впечатление на многих представителей нью-йоркской элиты.

## Соперничество с Монком Истманом

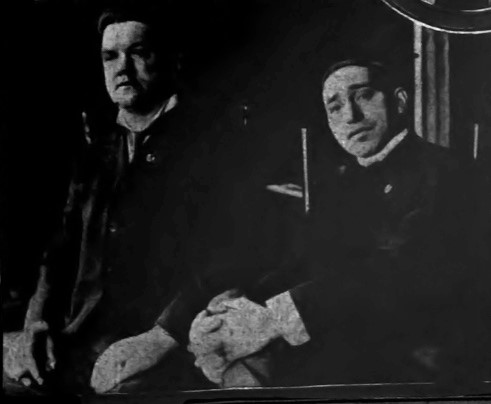
Пол Келли (справа) и его сообщник Джек Макманус (слева) в баре Келли New Brighton.

Главным соперником Келли был Монк Истман, чья банда из более чем 2000 человек контролировала Нижний Ист-Сайд Нью-Йорка. Истман, старомодный головорез XIX века, был полной противоположностью «культурному» Келли. Хотя обе банды находились под контролем Таммани-холла, между ними часто возникали конфликты, в тмо числе и вооружённые, за контроль над «нейтральной» территорией вдоль Бауэри.
Во время очередной драки между представителями двух банд Келли ударил Джека Шимски в нос. Шимски, один из лучших боевиков Истмана, решил отомстить и вызвал Келли на боксёрский поединок. Несмотря на свой невысокий рост (1,52 метра) и худощавое телосложение, Келли выиграл бой. Он нокаутировал Шимского (183 см, 104 кг) уже в третьем раунде. Потерявший сознание Шимски был вынесен с ринга его секундантами.
Банда Келли «Пять углов» контролировала территорию к западу от Бауэри, а банда Истмана — к востоку. Таммани-холл хотел, чтобы банды перестали делить нейтральную зону между ними, так как столкновения банд привлекали ненужное внимание прессы и вызывали общественное возмущение ранеными мирными жителями. Устав мирить Келли и Истмана, чиновники Таммани-холла предложили им провести боксёрский поединок за право контролировать спорные территории и тем самым закончить войну. Обе стороны согласились, но бой закончился вничью, после чего банды возобновили боевые действия.
В конце концов Истман был арестован за ограбление человека в Вест-Сайде, которого охраняли детективы Алана Пинкертона, нанятые его семьей. Таммани-холл, стремясь положить конец войне между бандами, отказался предоставить Истману защиту и он был приговорён к 10 годам заключения в тюрьме «Синг-Синг».

## Падение Келли

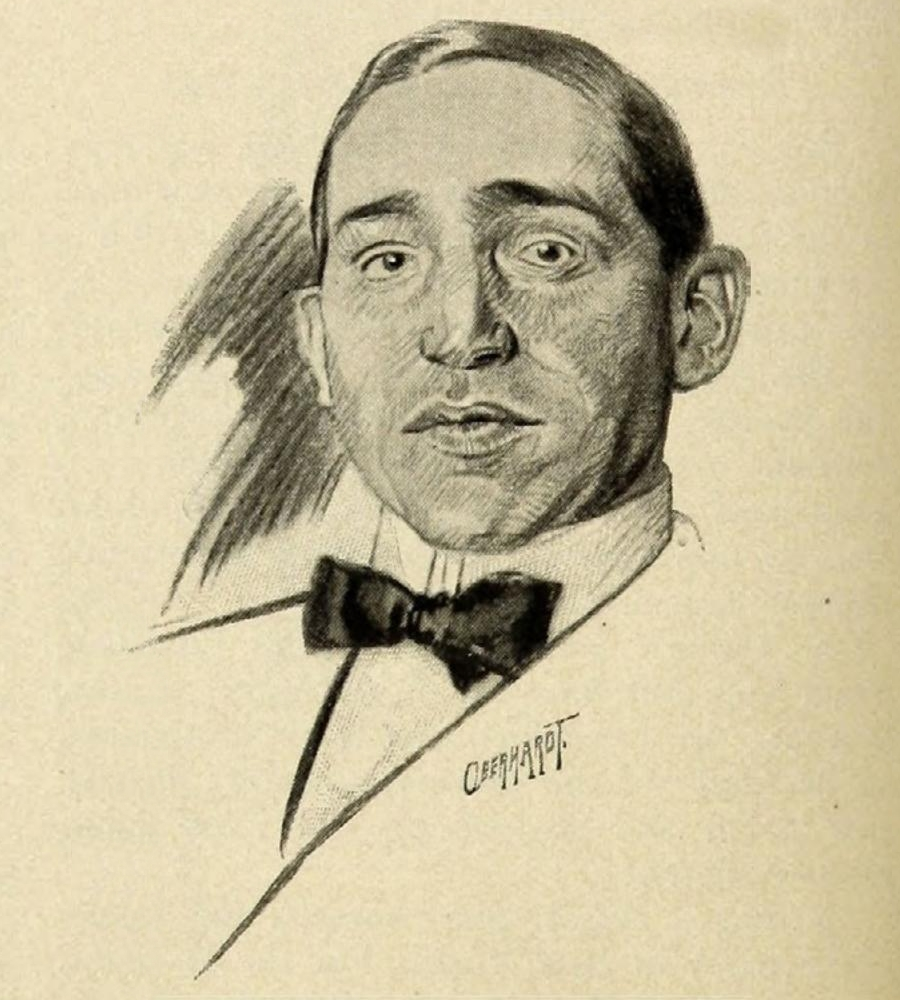
Пол Келли (иллюстрация Уильяма Оберхардта, 1909).

После ареста Истмана организация Келли распространила своё влияние на другие части Манхэттена, а также Нью-Джерси. Но лишившись внешних врагов, Келли столкнулся с внутренной конкуренцией. Некоторые члены «Пяти углов», недовольные действиями Келли, попытались оспорить его лидерство. Так Макс «Кид Твист» Цвербах и Ричи Фицпатрик перешли в банду Истмана, где боролись за власть после того, как Монка отправили в тюрьму. Другие, такие как Джонни Спэниш, ушли сами по себе.
В ноябре 1905 года бывшие лейтенанты Келли, Пэт «Бритва» Райли и Джеймс Т. «Бифф» Эллисон, ушедшие в Банда Гоферов, попытались убить бывшего босса в его штаб-квартире в клубе New Brighton. Келли, который в тот момент выпивал с телохранителями Биллом Харрингтоном и «Грубым» Хаусом Хоганом, открыл ответный огонь. Харрингтон погиб, защищая Келли. Райли и Эллисон сбежали, а раненого Келли доставили в частную больницу, прежде чем его удалось арестовать. Келли сдался через месяц, но обвинения были сняты из-за его политических связей.
Эллисон был арестован в 1911 году, осуждён и отправлен в тюрьму. Он заболел психическим заболеванием и был помещён в приют, где и умер. Полиция нашла Райли мёртвым от пневмонии в его подвальном укрытии в Чайнатауне. Негативная огласка покушения на убийство привела к тому, что комиссар полиции Нью-Йорка Уильям Макаду закрыл клуб New Brighton для защиты его светских завсегдатаев. Это ознаменовало начало конца господства Келли в преступном мире Нью-Йорка.

## Последние годы
Таммани-холл также оказал давление на Келли, стремясь очистить Бауэри. После того, как Келли закрыл клуб New Brighton, он перенёс операции в общины итальянских иммигрантов в Гарлеме и Бруклине. При этом Пол также сохранил связи со своим старым районом, став как Пол Ваккарелли вице-президентом Международной ассоциации портовых грузчиков (ILA), который базировался в районе Челси.
Келли/Ваккарелли был исключён из ILA в 1919 году, но уже том же году вернулся в профсоюз. Он возглавил стихийную забастовку всего порта, начавшуюся в знак протеста против повышения заработной платы всего на пять центов в час, на которое согласилось руководство. При поддержке мэра Джона Ф. Хилана Келли был назначен в комиссию по урегулированию забастовки. Он прекратил её, но не добился никаких уступок забастовщикам.
Добил банду «сухой закон». В то время как мафия, итало-американская и еврейская, росла как на дрожжах благодаря огромным доходам от контрабандного спиртного, влияние банды «Пяти углов» и её притягательность для молодых гангстеров падали. В 1920-х годах, по мере того как банда «Пять углов» теряла своё влияние и разваливалась, Келли сосредоточился на профсоюзном рэкете, занимаясь трудовыми спорами. Он умер естественной смертью в 1936 году.

## В популярной культуре
- В романе Ричарда Кондона[англ.] «Высотой в милю[англ.]» (1969; на русском языке была издана в 1992[11]) Келли фигурирует в первой трети романа.
- Калеб Карр[англ.] сделал Келли персонажем своего исторического криминального романа «Алиенист[англ.]» (1994). В сериале 2018 года по книга Келли играет Антонио Магро[12].